# Gransläktet
Gransläktet (Picea) är ett trädsläkte i familjen tallväxter med cirka 35 arter. De förekommer i tempererade områden i Eurasien, Nordamerika och söderut till Mexiko.
Släktet innehåller städsegröna barrträd med brett konisk eller störlik krona. Grenarna sitter i kransar längs stammen. Barren (bladen) sitter ett och ett på långskott, kortskott saknas, de är spiralställda, de är vanligen fyrkantiga, men ibland trekantiga eller platta. De blir upp till 400 år gamla. När barret faller av lämnas basen kvar på grenen. Hanorganen sitter ensamma i barrveck på fjolårsskotten, pollensäckarna (mikrosporangier) har längsspringa. Unga honkottar sitter i spetsen av fjolårsskotten. Mogna kottar är hängande, spolformiga och faller av hela, de mognar inom ett år. Fröfjällen är kupiga och läderartade.

## Dottertaxa till gransläktet, i alfabetisk ordning[3][4][5]
- Picea abies  (L.) H.Karst.
- Picea alcoquiana (H.J.Veitch ex Lindl.) Carrière
- Picea asperata Mast.
- Picea aurantiaca Mast.
- Picea austropanlanica Silba
- Picea brachytyla (Franch.) E.Pritz
- Picea breweriana S.Watson
- Picea chihuahuana Martínez
- Picea crassifolia Kom.
- Picea engelmannii Engelm.
- Picea farreri C.N.Page & Rushforth
- Picea glehnii (F.Schmidt) Mast.
- Picea jezoensis (Siebold & Zucc.) Carrière
- Picea koraiensis Nakai
- Picea koyamae Shiras.
- Picea laxa (Münchh.) Sarg., syn Picea glauca
- Picea likiangensis (Franch.) E.Pritz.
- Picea linzhiensis (W.C.Cheng & L.K.Fu) Rushforth
- Picea mariana  (Mill.) Britton, Sterns & Poggenb.
- Picea martinezii T.F.Patt.
- Picea maximowiczii Regel ex Mast.
- Picea meyeri Rehder & E.H.Wilson
- Picea morrisonicola Hayata
- Picea neoveitchii Mast.
- Picea obovata Ledeb.
- Picea omorika (Pančić) Purk
- Picea orientalis (L.) Peterm.
- Picea polita (Siebold & Zucc.) Carrière, syn Picea torano
- Picea pungens Engelm.
- Picea purpurea Mast.
- Picea retroflexa Mast.
- Picea rubens Sarg.
- Picea schrenkiana Fisch. & C.A.Mey.
- Picea sitchensis (Bong.) Carrière
- Picea smithiana (Wall.) Boiss.
- Picea spinulosa (Griff.) A.Henry
- Picea wilsonii Mast.

## Bildgalleri

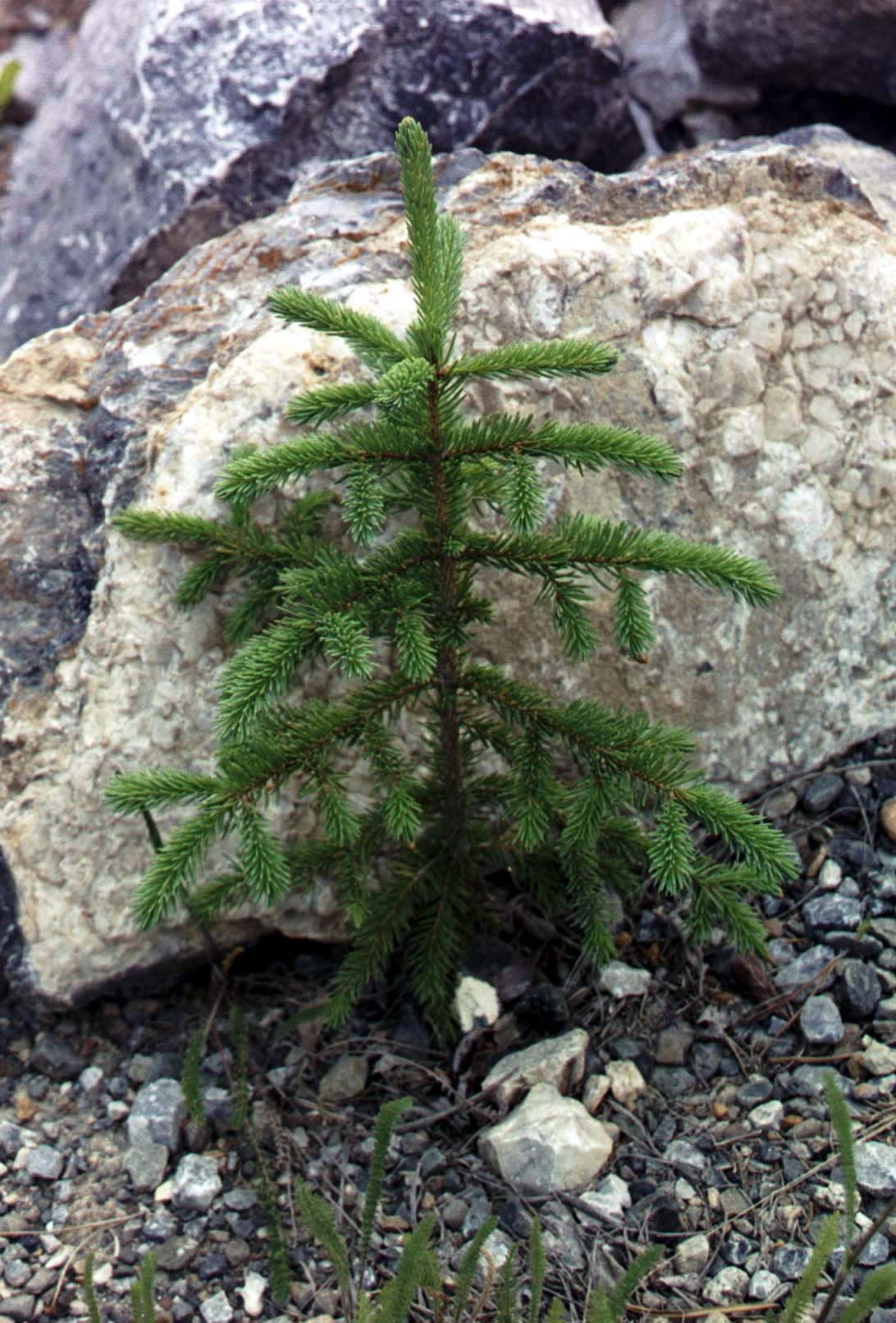
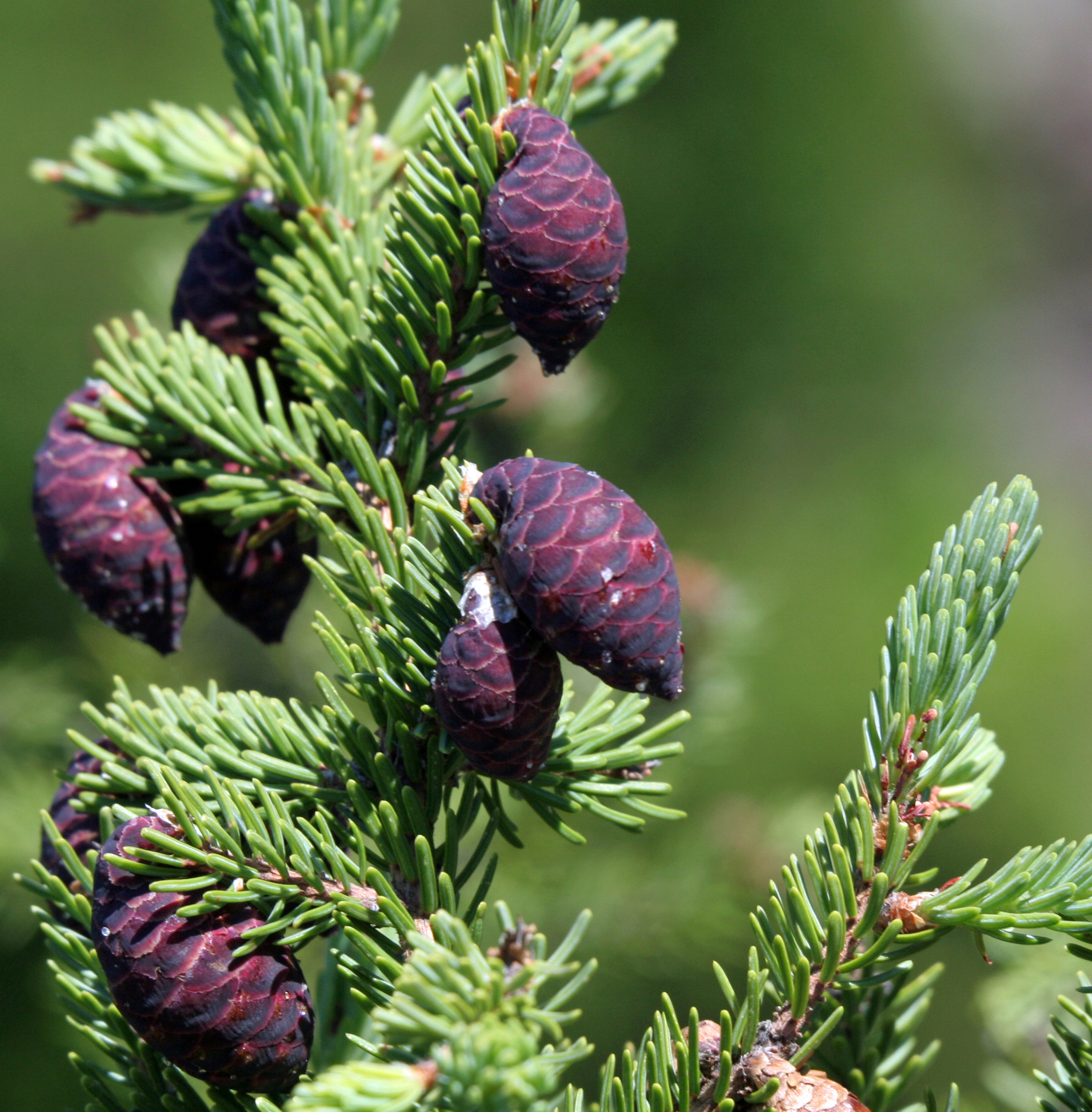
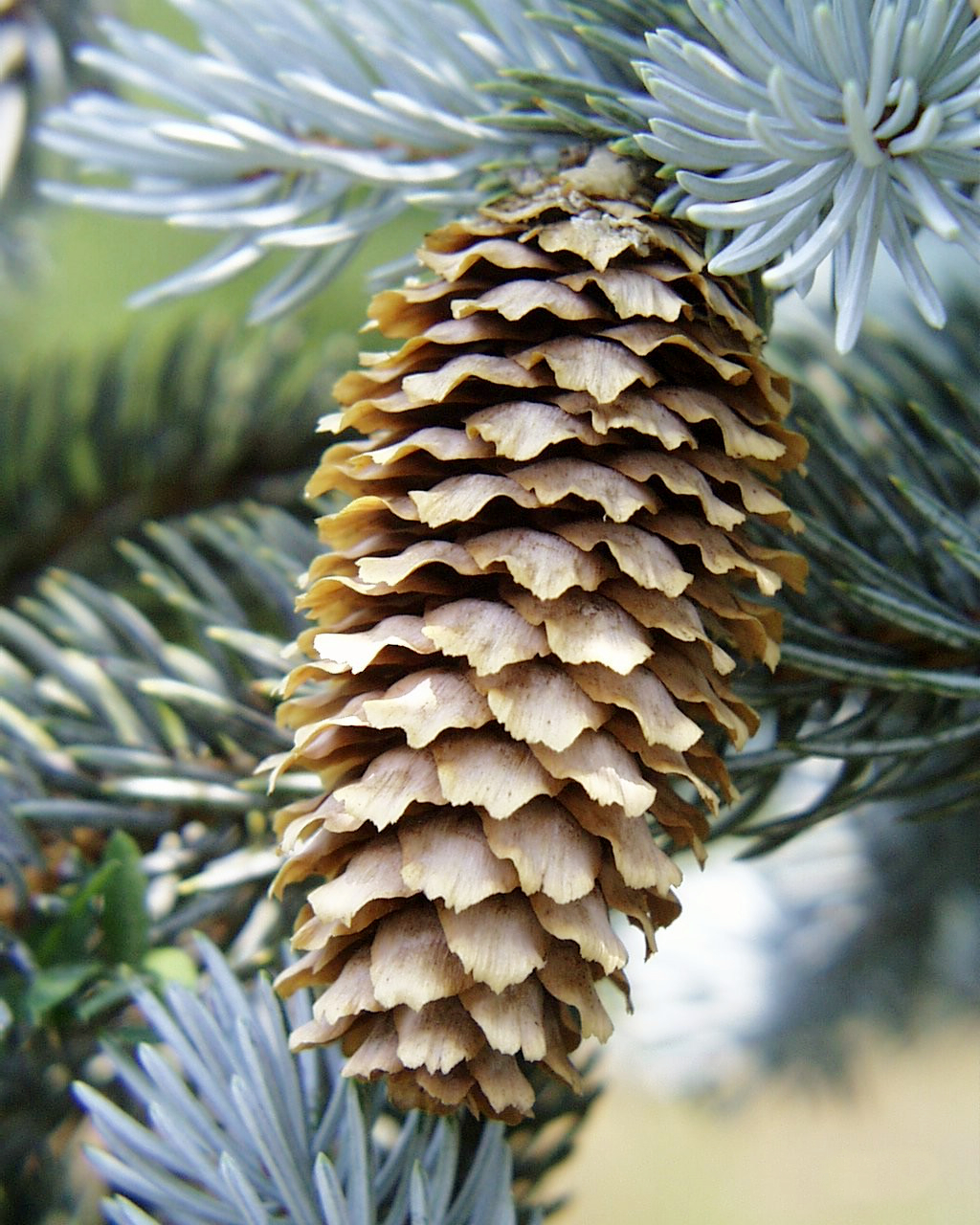
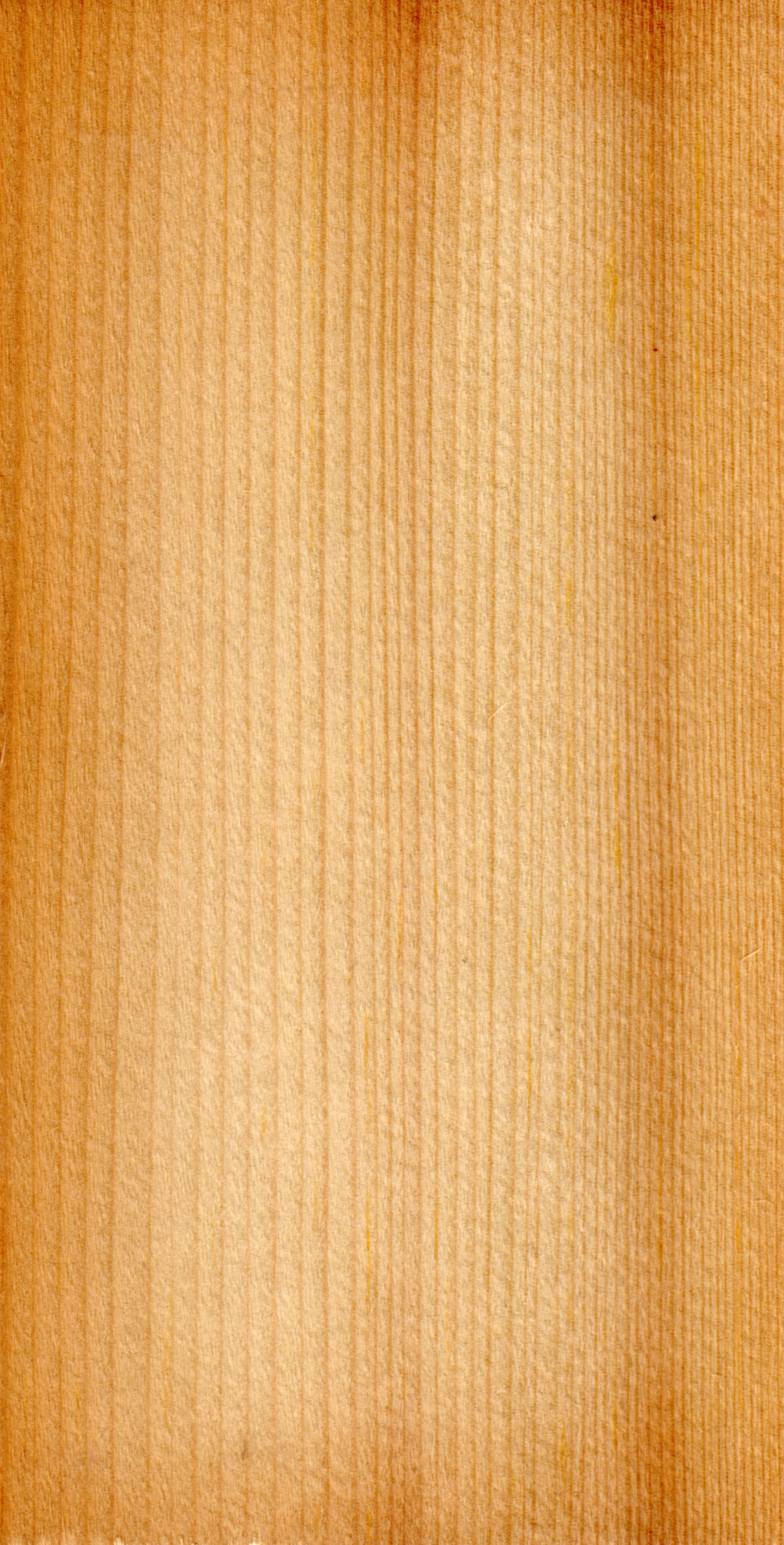

### Hybrider
- Picea × albertiana  S.Br
- Picea × fennica (Regel) Kom.
- Picea × lutzii Little
- Picea × notha Rehder